# Paphnutius
Paphnutius è un'opera teatrale originariamente scritta in latino da Roswitha di Gandersheim (c. 935–974). Riguarda la relazione tra santa Taide, un tempo courtesan di Alessandria nell'Egitto romano, e Pafnuzio l'Asceta, l'eremita che le offrì la conversione al cristianesimo. I personaggi dell'opera vissero durante il IV secolo. Molto più tardi in Europa, a partire dall'Alto Medioevo, la storia di santa Taide godette anche di una vasta popolarità.
Evidentemente Roswitha utilizzò come fonte per la sua opera la Vita Thaisis, una traduzione in latino vecchia di diversi secoli della vita di santa Taide (l'originale in greco). La drammaturga, una canonica benedettina della Sassonia (Germania nord-occidentale), attingendo alla tradizione, apparentemente creò una linea narrativa e un personaggio distintivo per santa Taide appropriati alla visione del mondo cristiana medievale.

## Il dramma
Forse inaspettatamente, il dramma inizia con un dialogo un po' erudito tra chierici riguardo all'armonia insita nel mondo creato. Il tema della concordia prepara il terreno per il dramma della vita disordinata della courtesan Taide. "Risplende in una bellezza meravigliosa" ma "minaccia gli uomini con una vergogna infame".
Nella commedia Taide è presentata come qualcuno "che era sempre desideroso di accumulare ricchezza". Il santo Pafnuzio spiega ai suoi discepoli che "non solo i giovani frivoli dissipano i pochi beni delle loro famiglie su di lei, ma anche gli uomini rispettati sprecano i loro costosi tesori elargindole doni. Uno scrittore moderno osserva: "La Taide di Roswitha divenne una prostituta a causa del suo amore per il denaro. La radice della sua immoralità è l'avarizia, che in combinazione con la sua grande bellezza, ha portato alla sua scelta della prostituzione come carriera".
Dopo la sua conversione al cristianesimo, "distrugge" 400 libbre d'oro e brucia altri oggetti di valore davanti ai suoi ex patroni. Pafnuzio esclama a Thaïs: "Oh, come sei cambiata dalla tua precedente condizione quando ardevi di passioni illecite ed eri infiammata dall'avidità di beni!"
La descrizione della sua conversione, la sua transizione da courtesan a cristiana, può apparire piuttosto troncata a un pubblico moderno. In seguito Pafnuzio avrebbe descritto l'evento a un fratello religioso: "La visitai, travestito da amante, segretamente, e conquistai la sua mente lasciva prima con ammonizioni e lusinghe, poi la spaventai con dure minacce".
Il loro primo incontro è presentato in parte come segue:
Pafnuzio: Non c'è un'altra stanza dove possiamo conversare più privatamente, una stanza nascosta?
Taide: Ce n'è uno così nascosto, così segreto, che nessuno oltre a me ne conosce l'interno, tranne Dio.
Pafnuzio: Quale Dio?
Taide: Il vero Dio.
Pafnuzio: Credi che Lui sappia cosa facciamo?
Taide: So che nulla è nascosto alla Sua vista.
Pafnuzio: Credi che Egli trascuri le azioni dei malvagi o che impartisca giustizia come è dovuto?
Taide: Credo che Egli pesi i meriti di ogni persona giustamente sulla Sua bilancia e che ciascuno secondo i suoi meriti riceva da Lui una ricompensa o un lavoro."
Pafnuzio condanna quindi senza mezzi termini le sue azioni come meritevoli di dannazione. Taide acconsente al punto di vista di Pafnuzio senza protestare; diventa ansiosa. Apparentemente, era riuscita a nascondere a se stessa la sua conoscenza del suo peccato. Quando Pafnuzio la affronta, Tiade realizza rapidamente il suo autoinganno. Poi è arrivata ad ascoltare la discordia dentro di lei che aveva causato la sua vita squilibrata, con i suoi risultati dirompenti. Si pente.
Dopo essere entrata in un processo di trasformazione spirituale, Tiade dice a Pafnuzio che "tutti gli angeli cantano la sua lode e la sua gentilezza, perché non disprezza mai l'umiltà di un'anima contrita". Taide brucia i suoi tesori mal guadagnati; poi segue Pafnuzio nel deserto, in un convento dove vivrà sotto la guida della badessa per diversi anni. Lì, in solitudine, claustrale e penitente, rivede sotto una nuova luce la sua vita precedente e cerca perdono.

Qui Pafnuzio, nel consegnare la neo-convertita Taide al luogo del suo rifugio e ritiro spirituale, si rivolge alla badessa del convento nel deserto egiziano, parlando del suo recente passato e delle cure di cui avrebbe avuto bisogno:
"Vi ho portato una piccola capra mezza morta, recentemente strappata ai denti dei lupi. Spero che con la vostra compassione [lei] sarà assicurata un riparo, e che con la vostra cura, [lei] sarà guarita, e che avendo gettato via la ruvida pelle di una capra, sarà vestita con la morbida lana dell'agnello."
Più tardi, quando la morte si avvicina, Taide prega Dio: "Tu che mi hai creato, abbi pietà di me...". Pafnuzio prega anche "che Tiade risorga esattamente come era, un essere umano, e che unendosi agli agnelli bianchi possa entrare nelle gioie eterne".

## Commento
"Le idee filosofiche di armonia in tutta la creazione" presentate all'inizio dell'opera ci obbligano "a interpretare la peccaminosità di Taide non come il trionfo del male, ma come uno squilibrio o una discordia tra parti del suo essere creato. Roswitha guarda questa donna, che agisce come un vulcano di lussuria. Ciò che vede è... la discordia della sua musica humana di corpo e anima. Una volta che Pafnuzio ha guidato Taide verso azioni che portano il suo corpo e il suo comportamento in accordo con la sua conoscenza di Dio" c'è "concordia tra corpo e anima come essenza dell'essere umano". L'opera di Roswitha non è priva di sottigliezza.

## Produzioni
L'opera fu prodotta negli anni 1890 dal Théâtre des Pantins di Alfred Jarry in una versione con marionette.